# Sunbeam Thirty
Unter der Bezeichnung Sunbeam Thirty entwickelte der britische Autohersteller Rootes 1936 eine Repräsentationslimousine, die weitgehend auf technischen Komponenten anderer Marken des Rootes-Konzerns basierte. Das als Staatskarosse und künftiges Konzernflaggschiff konzipierte Auto erreichte nur das Prototypenstadium, eine Serienproduktion kam nicht zustande. Um das Modell ranken sich einige Legenden.

## Entstehungsgeschichte

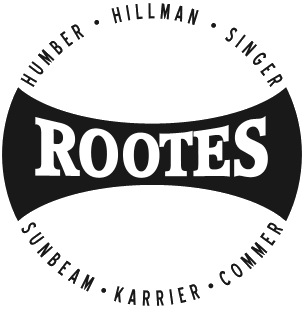
Initiator des Projekts: Rootes-Gruppe

Die 1887 als John Marston Ltd. gegründete Sunbeam Motor Car Company gehörte seit 1920 zu Sunbeam-Talbot-Darracq (S.T.D.). Nachdem der britisch-französische Konzern Mitte der 1930er-Jahre in wirtschaftliche Schwierigkeiten geraten war, übernahm im Januar 1935 die in London ansässige Rootes Group, zu der unter anderem bereits Hillman und Humber gehörten, die Marke Sunbeam und – für den britischen Markt – auch die Marke Talbot. Binnen weniger Wochen stellte Rootes die Produktion von Sunbeam-Modellen ersatzlos ein, während die britischen Talbot-Modelle bis 1938 auf Rootes-Technik umgestellt wurden. In Großbritannien wird dieser Prozess Rootesifizierung (Rootesifying) genannt.
1936 entwickelte das Rootes-Management die Idee, das Konzernprogramm um ein Repräsentationsfahrzeug zu ergänzen, das mit individuellen Aufbauten unabhängiger Karosseriehersteller ausgestattet werden konnte. Zwar hatte Rootes mit dem Humber Pullman bereits eine Oberklasselimousine im Angebot. Sie sprach aber vor allem Kunden aus dem höheren Management und aus den regionalen Verwaltungseinheiten an. Die neue Repräsentationslimousine sollte dagegen ihren Platz bei Zeremonien und staatlichen Veranstaltungen wie Paraden haben. Einer „alten Legende der Motorindustrie“ zufolge haben die Rootes-Brüder William und Reginald den Wagen zielgerichtet für den im Januar 1936 gekrönten britischen König Edward VIII. entwickeln lassen, der ein Liebhaber der Rootes-Marke Humber war.
Die Repräsentationslimousine wurde unter dem Namen Sunbeam Thirty entwickelt und vorgestellt. Sie war das erste Auto, das den Namen Sunbeam trug, seit Rootes die Marke übernommen hatte. Die Entwicklung leitete der ehemalige S.T.D.-Ingenieur Georges Roesch, der in der Zwischenkriegszeit einige klassische Talbot entworfen hatte. Weil Rootes die Entwicklungskosten des Sunbeam Thirty niedrig halten wollte, wurde Roesch angewiesen, beim Chassis und der Motorisierung bereits vorhandene Komponenten aus dem Rootes-Regal zugrunde zu legen.

## Modellbeschreibung

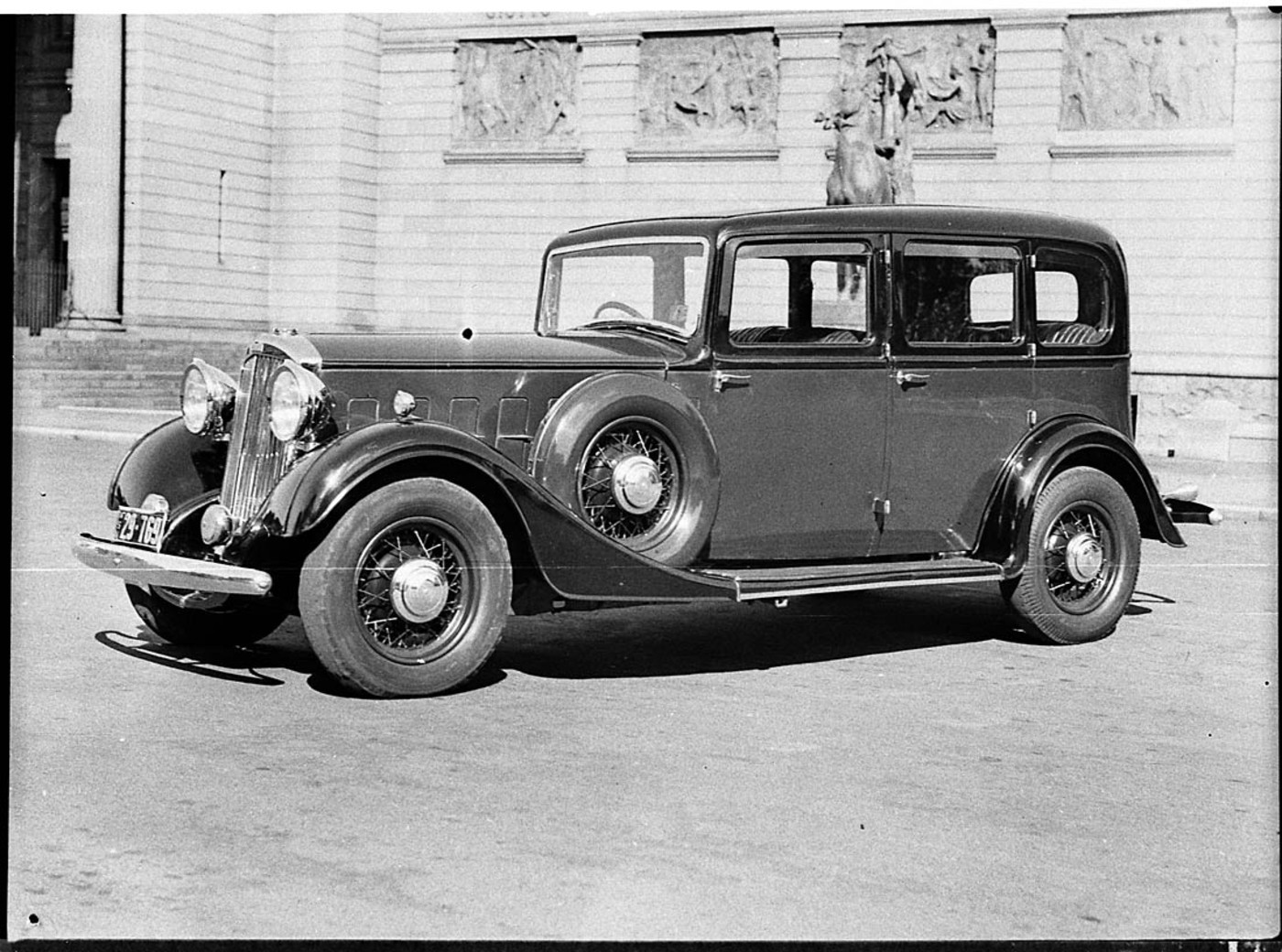
Technische Basis des Sunbeam Thirty: Humber Snipe

### Chassis und Fahrwerk
Den Kastenrahmen und das Fahrwerk übernahm der Sunbeam Thirty vom 1935 eingeführten Humber Snipe, der in der Öffentlichkeit bereits für sein schlechtes Fahrverhalten und seine geringe Spurstabilität kritisiert worden war. Abgesehen von einer Verlängerung des Chassis – wahlweise sollten Radstände von 3149 und 3454 mm angeboten werden – gab es für den Sunbeam Thirty keine technischen Veränderungen. Die vorderen Räder hatten die Einzelradaufhängung und die quer eingebauten Blattfedern des Humber; hinten wurden eine Starrachse und Blattfedern verwendet. Die Verzögerung erfolgte rundum durch Trommelbremsen.

### Motor und Kraftübertragung
Der Achtzylindermotor des Sunbeam Thirty war die Weiterentwicklung eines 3,4 Liter großen Reihensechszylinders von Talbot, der 1935 im Talbot 110 erschienen war. Für die Verwendung im neuen Sunbeam verlängerte Georges Roesch den Sechszylinderblock um zwei weitere Zylinder. Bei unveränderten Maßen für Bohrung und Hub (80 mm × 112 mm) ergab sich für den so entstandenen Reihenachtzylindermotor ein Hubraum von 4503 cm³. Zum Einsatz kamen zwei Vergaser, die gegenüberliegend an beiden Seiten des Motorblocks montiert waren. Die Motorleistung gab Rootes mit 150 bhp (112 kW; 152 PS) an. Die Kraftübertragung übernahm ein handgeschaltetes Vierganggetriebe von Humber, dessen erster Gang nicht synchronisiert war.

### Karosserien
Der Sunbeam Thirty sollte nicht mit Standardkarosserien angeboten werden, sondern, wie seinerzeit bei Oberklassefahrzeugen üblich, individuelle Aufbauten verschiedener Karosseriebauunternehmen erhalten. Im Laufe des Entwicklungsprozesses wurden nur zwei Aufbauten als Einzelstücke realisiert: ein viertüriger Continental Phaeton des zur Rootes-Gruppe gehörenden Karosserieherstellers Thrupp & Maberly und ein Sedanca de Ville des unabhängigen Werks H.J. Mulliner.

## Vorstellung und Scheitern

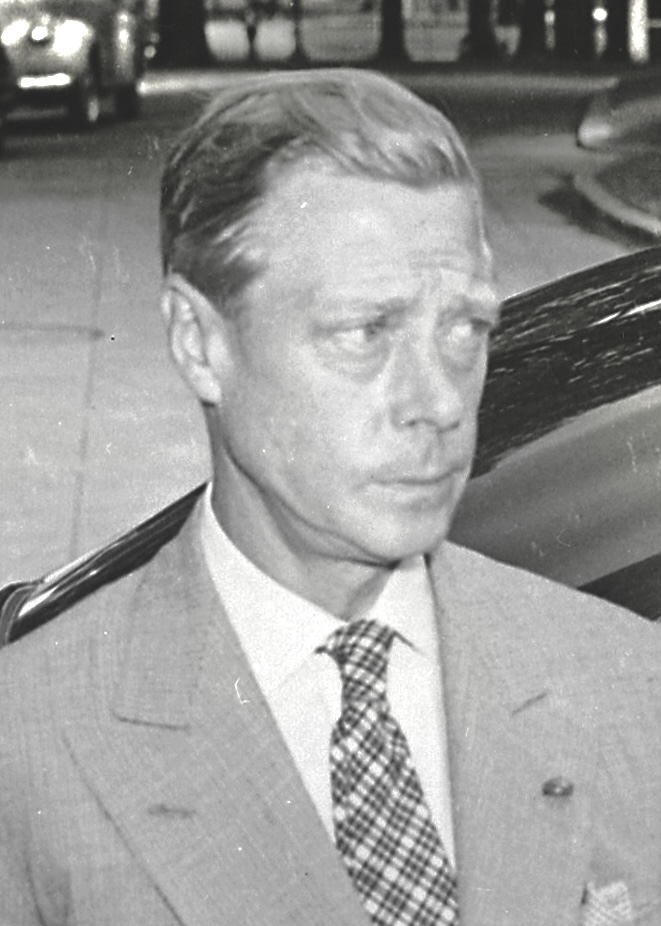
König Edward VIII.

Rootes präsentierte den Sunbeam Thirty im Oktober 1936 auf der British International Motor Show in der Londoner Ausstellungshalle Olympia. Gezeigt wurden der Continental Phaeton von Thrupp & Maberly, der Sedanca de Ville von H.J. Mulliner, ein unverkleidetes Chassis sowie ein Motorblock des neuen Achtzylinders. Der Sunbeam Thirty war der „Star der Show“, auch wenn sein schlichtes Humber-Chassis als „Enttäuschung“ wahrgenommen wurde.
Die British International Motor Show im Herbst 1936 war die einzige Ausstellung, auf der der Sunbeam Thirty öffentlich gezeigt wurde. Im folgenden Jahr versuchten die Rootes-Brüder, mit einem der in London ausgestellten Thirty einen Urlaub in Kontinentaleuropa zu unternehmen. Einer Quelle zufolge brach kurz nach der Abreise in Maidstone das „überlastete Chassis des Thirty auseinander“. Das Auto wurde daraufhin aufgegeben. In der Folgezeit stellte Rootes das Projekt Sunbeam Thirty ohne Angabe von Gründen ein.
Für das Scheitern des Sunbeam Thirty werden in der Automobilliteratur unterschiedliche Gründe diskutiert:
- Der britische Motorjournalist Graham Robson schlägt, auf der Legende zur Entstehung des Thirty aufbauend, auch bezüglich des Scheiterns eine Verbindung zum britischen König Edward VIII. vor: Der Sunbeam Thirty sei im Zusammenhang mit Edwards Thronbesteigung im Januar 1936 initiiert worden. Nachdem Edward wegen seiner Affäre mit Wallis Simpson im Dezember des gleichen Jahres hatte abdanken müssen, sei der Grund für die Fortsetzung des Projekts entfallen. Edwards Nachfolger, König George VI., habe kein Interesse an Rootes-Autos gehabt und stattdessen die Konkurrenzmarke Daimler bevorzugt.[6]

- Ein anderer Erklärungsversuch bringt die Einstellung des Sunbeam Thirty in Zusammenhang mit den politischen Ereignissen der späten 1930er-Jahre. Die Rootes-Gruppe war bereits seit 1936 in das Shadow Scheme eingebunden, ein seit 1935 vorangetriebenes Rüstungsprojekt der britischen Regierung, das den geheimen Bau von Kampfflugzeugen durch die Automobilindustrie zum Gegenstand hatte.[9] Einer Quelle zufolge war Rootes’ Beteiligung an diesem Projekt 1937 bereits so intensiv, dass der Konzern keine ausreichenden Kapazitäten für die Produktion eines sehr teuren Luxusautos hatte.[10]

## Verbleib
Keiner der 1936 hergestellten Sunbeam Thirty ist heute mehr erhalten. Einige Quellen gehen davon aus, dass Rootes 1937 alle Prototypen und alle Motoren verschrottete. Einer anderen Quelle zufolge hingegen wurden nur drei der vier Prototypen zerstört. Der Continental Phaeton, den Rootes auf der Olympia Auto Show 1936 gezeigt hatte, sei dagegen nach der Ausstellung im Werk mit einem 4,1 Liter großen Humber-Motor und der Kühlermaske eines Humber Imperial ausgestattet worden. In dieser Form sei er unter der Bezeichnung Humber Snipe Imperial an einen privaten Kunden in Northamptonshire verkauft worden, bevor ihn ein australischer Käufer übernahm.